# Аткинс, Роберт (юрист)
Роберт Аткинс (англ. Robert Atkyns; 1621—1710) — английский юрист и политик XVII—XVIII века.

## Биография
Роберт Аткинс родился в 1621 году, происходил от древней и богатой фамилии в графстве Глостершир.
Подобно своему отцу Эдуарду Аткинсу (Edward Atkyns), он посвятил себя изучению права и обратил на себя внимание в качестве адвоката.
Во время коронации Карл II в 1661 году был принят в число кавалеров ордена Бани и вскоре избран в парламент депутатом от местечка Ист-Луи.
Пробыв с 1661 года в должности актуариуса города Бристоля и в качестве главного королевского солиситора он в 1672 году сделался судьёй при Court of Common Pleas (Суд общих тяжб). Недовольный, однако, стремлениями двора подорвать независимость судейского звания, он в 1680 году отказался от судейской должности и вернулся к прежним занятиям в Бристоле.
В 1682 году Роберт Аткинс оказался замешанным в одном революционном процессе, после чего удалился в свои поместья в Глостершире. Когда в 1683 году начался процесс против Вильяма Росселя, Аткинс, побуждаемый друзьями последнего, написал два письма, в которых с блестящим красноречием старался доказать неосновательность обвинения.
По восшествии на престол Вильгельма Оранского, Роберт Аткинс в 1689 году был назначен президентом суда казначейства, а в 1689—1692 годах был спикером в верхней палате Великобритании. В 1694 году он сложил с себя все полномочия и удалился в своё имение Саппертон-Галл в Глостершире, где и скончался 18 февраля 1710 года.
Труд «Parliamentary and political tracts» (Лондон, 1734) представляет собой важный исторический материал для изучения истории его времени.